# Знање (будизам)
Знање (санскрт: jñāna ђнана, из корена ђна – зна, пали: ñāṇa њана) је један од битних појмова будистичке филозофије. 
У будистичкој мисли, ђнана је или синоним за спознају (panna), или је у њу укључена. Ђнани претходи свест (sanna).
Највише знање (añña) јесте арахантово знање крајњег ослобођења.

## Два квалитета знања
Буда говори о два квалитета која чине знање:
Два су квалитета која чине јасно знање. Смирење и увид. Када је смирење развијено, ум је развијен. А када је ум развијен, свака страст је напуштена. Када је увид развијен, мудрост је развијена. А када је мудрост развијена, свако незнање је напуштено.— Буда

## Четири пута до знања
Будин ученик, Ананда, је говорио да ко год је достигао коначно знање, он је то учинио на један од четири начина: 
- Има случајева када неко развија смирење, а затим увид. Услед тога, пут се у њему рађа, он га следи, развија и негује, а с њега окови спадају и прикривене склоности нестају.

- Има случајева када неко развија увид, а затим смирење. Услед тога, пут се у њему рађа, он га следи, развија и негује, а с њега окови спадају и прикривене склоности нестају.

- Има случајева када неко развија смирење упоредо са увидом. Услед тога, пут се у њему рађа, он га следи, развија и негује, а с њега окови спадају и прикривене склоности нестају.

- Има случајева када нечији ум зароби немир. Али онда дође тренутак када његов ум постане сабран и уједињен; пут се у њему рађа. Онда га он следи, развија и негује, а с њега окови спадају и прикривене склоности нестају.

Ко год објави да је достигао коначно знање араханта, он је то учинио на један од ова четири начина.